# Фергус мак Фотайд
Фергус мак Фотайд (др.‑ирл. Fergus mac Fothaid; умер в 843) — король Коннахта (840—843) из рода Уи Бриуйн.

## Биография
Фергус был сыном Фотада и внуком правителя Коннахта Дуб-Индехта мак Катайла. Он принадлежал к Сил Катайл, одной из частей септа Уи Бриуйн Ай. Владения семьи Фергуса находились на территории современного графства Роскоммон.
Фергус мак Фотайд получил власть над Коннахтом в 840 году, после смерти своего троюродного брата Мурхада мак Аэдо. О его правлении известно не очень много. По свидетельству «Анналов четырёх мастеров», в первом же году правления Фергуса король Мунстера Федлимид мак Кримтайнн без сражения взял заложников с Коннахта, а затем разорил королевство Миде. Среди переданных Федлимиду коннахтских заложников в ирландских анналах называется поэт Келлах мак Куммаскайг.
Единственное упоминание имени Фергуса мак Фотайда в анналах — сообщение о его смерти в 843 году. Фергус — последний представитель Сил Катайл, обладавший единоличной властью над Коннахтом. Новым правителем Коннахта стал его дальний родич Финснехта мак Томмалтайг из септа Сил Муйредайг.